# Orden del Mérito de la República Federal de Alemania
La Orden del Mérito de la República Federal de Alemania (en alemán: Verdienstorden der Bundesrepublik Deutschland) o, abreviadamente, Cruz Federal al Mérito (Bundesverdienstkreuz), es la única orden que se otorga en Alemania a personas que destacan por sus logros en las áreas política, económica, cultural, intelectual o en el trabajo voluntario. Esta recompensa fue instituida por el Presidente Federal Theodor Heuss en el año 1951. Es la única distinción de carácter general existente en Alemania y, por tanto, máxima expresión de reconocimiento de la República Federal de Alemania por méritos contraídos en pos del bien común.

## Criterios de concesión
Mediante la concesión de la Orden del Mérito, el Presidente Federal quiere dirigir la atención de la opinión pública hacia aquellas realizaciones que revisten especial significación para la sociedad. En el futuro está previsto distinguir a un mayor número de mujeres. También se tendrá más en cuenta a la generación joven.
La mayor parte de las distinciones son entregadas por los jefes de los gobiernos de los estados federados, por los ministros de los estados federados, por los ministros federales, por los presidentes de las administraciones regionales o por los alcaldes.
El Presidente Federal solo entrega personalmente la Orden del Mérito en contadas ocasiones, por ejemplo, con motivo del Día de la Unidad Alemana y del Día del Voluntariado.
Los principales criterios para la concesión de la Orden del Mérito son:
- El compromiso social, caritativo y eclesiástico de los ciudadanos.
- Los esfuerzos por mejorar las perspectivas de empleo y crear puestos de trabajo y plazas de aprendizaje para jóvenes.
- Los logros empresariales que fomenten de forma permanente el crecimiento y el empleo, sobre todo en regiones con carencias estructurales.
- Las realizaciones científicas extraordinarias que proporcionen nuevos impulsos o que conduzcan a innovaciones o inventos de gran proyección.
- El fomento del prestigio de Alemania en el extranjero y de las relaciones de Alemania con sus vecinos europeos.
- El compromiso en pro de la convivencia pacífica y de la tolerancia entre las civilizaciones y las religiones.

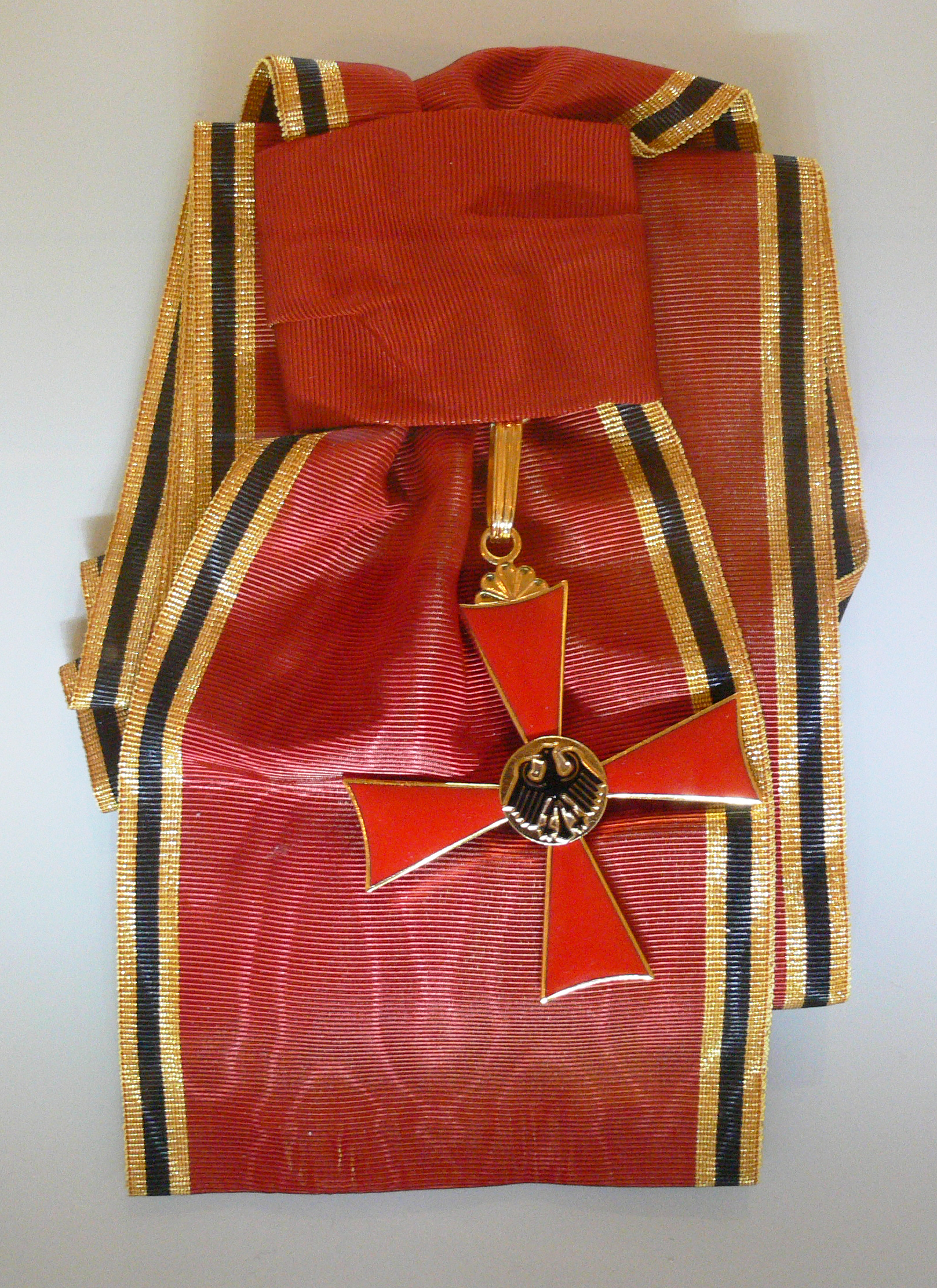
Orden del Mérito de la República Federal de Alemania.

## Propuestas formales de concesión de la Orden del Mérito
Las propuestas formales de concesión de la Orden del Mérito de la República Federal de Alemania solo pueden ser cursadas al Presidente Federal por determinadas personas: los jefes de Gobierno de los dieciséis estados federados para ciudadanos de sus respectivos estados, el ministro Federal de Relaciones Exteriores para los extranjeros o para alemanes con domicilio en el extranjero y el ministro Federal respectivo para sus funcionarios. El Presidente Federal basa su decisión fundamentalmente en las solicitudes y comprobaciones de dichas autoridades y concede las órdenes en consenso con las mismas.

## Clases
La Orden comprehende cuatro grupos con siete clases regulares y dos clases especiales, seguidamente las denominaciones oficiales en español:
- Gran Cruz (Alemán: Großkreuz)
  - Gran Cruz de clase especial (Sonderstufe des Großkreuzes); la más alta clase de la Orden reservada a jefes de Estado
  - Gran Cruz de emisión especial (Großkreuz in besonderer Ausführung); equivalente a Gran Cruz, pero con dibujo con corona de laureles (atribuida solamente dos veces en historia, a Konrad Adenauer y Helmut Kohl
  - Gran Cruz (Großkreuz)
- Gran Cruz del Mérito (Alemán: Großes Verdienstkreuz)
  - Gran Cruz del Mérito con Estrella y Banda (Großes Verdienstkreuz mit Stern und Schulterband)
  - Gran Cruz del Mérito con Estrella (Großes Verdienstkreuz mit Stern)
  - Gran Cruz del Mérito (Großes Verdienstkreuz)
- Cruz del Mérito (Alemán: Verdienstkreuz)
  - Cruz del Mérito de Primera Clase (Verdienstkreuz 1. Klasse)
  - Cruz del Mérito con Banda (Verdienstkreuz am Bande)
- Medalla del Mérito (Alemán: Verdienstmedaille)
  - Medalla del Mérito (Verdienstmedaille)

El presidente de la República Federal detiene la Gran Cruz de clase especial ex officio. Le es atribuida en una ceremonia por el presidente del Bundestag, a la que asiste el canciller de Alemania, el presidente del Bundesrat, y el presidente de la Corte Suprema. Además del presidente Alemán, solo un jefe de Estado extranjero y su esposa pueden ser galardonados con esta clase más alta. También hay la provisión de atribución de la Gran Cruz en una "emisión especial" con dibujo con corona de laureles (Großkreuz in besonderer Ausführung), en la cual el medallón central con el águila negra está rodeada por una corona de laureles estilizada en relieve. Esta Gran Cruz de clase especial solo fue atribuida dos veces hasta ahora, a los antiguos cancilleres Alemanes Konrad Adenauer y Helmut Kohl.

## Personalidades que han rechazado o devuelto la Orden del Mérito de la República Federal de Alemania
- Sabine Ball
- Heinrich Böll
- Inge Deutschkron
- Erika Drees
- Elisabeth Forck
- Aenne Franz
- Barbara Gladysch
- Monika Hauser
- Florence Hervé
- Heidi Kabel
- Ingrid Köppe
- Kay Lorentz
- Lore Lorentz
- Irmela Mensah-Schramm
- Hanna Meyer-Moses
- Inge Meysel
- Helmut Schmidt